# Rodovia Padre Eustáquio
Rodovia Padre Eustáquio é a denominação não oficial de uma via no estado de São Paulo, que interliga as cidades de Poá, Itaquaquecetuba e Suzano à Rodovia Ayrton Senna (SP-70), a partindo da rotatória da Vila Ibar, na SP-66, em Poá.
Inaugurada em 29 de março de 2010, possui pista simples, duas pontes (uma sobre o Rio Tietê e outra sobre o Córrego Itaim), e um túnel sob a SP-56. A Rodovia Padre Eustáquio facilita o transporte de toda a produção agrícola e fabril de Poá, e também do Itaim Paulista e Ferraz de Vasconcelos. O tempo de acesso à Rodovia Ayrton Senna caiu de 25 para 15 minutos em média, a partir da SP-66, em Poá, desafogando o trânsito no centro de Itaquaquecetuba.